# Nazionale femminile di roller derby dei Paesi Bassi
La nazionale di roller derby dei Paesi Bassi è la selezione maggiore femminile di roller derby, il cui nickname è Team Netherlands, che rappresenta i Paesi Bassi nelle varie competizioni ufficiali o amichevoli riservate a squadre nazionali. Si è classificata quarta nel Campionato europeo di roller derby 2014 di Mons.

## Risultati
Legenda: Grassetto: Risultato migliore, Corsivo: Mancate partecipazioni

## Dettaglio stagioni

### Amichevoli
| Stagione | Vin | Par | Per | Tot | PF  | PS  | avversaria      |
| -------- | --- | --- | --- | --- | --- | --- | --------------- |
| 2014     | 0   | 0   | 2   | 2   | 144 | 588 | Francia, Belgio |
|          |     |     |     |     |     |     |                 |
| Totale   | 0   | 0   | 2   | 2   | 144 | 588 |                 |

### Tornei

#### Mondiali
| Stagione | regular season | regular season | regular season | regular season | regular season | regular season | playoff | playoff | playoff | playoff | playoff | playoff    | playoff    |
|          | Vin            | Par            | Per            | Tot            | PF             | PS             | Vin     | Per     | Tot     | PF      | PS      | risultato  | avversaria |
| -------- | -------------- | -------------- | -------------- | -------------- | -------------- | -------------- | ------- | ------- | ------- | ------- | ------- | ---------- | ---------- |
| 2014     | 1              | 0              | 1              | 2              | 224            | 659            | 1       | 1       | 2       | 399     | 545     | Dodicesima | Sudafrica  |
|          |                |                |                |                |                |                |         |         |         |         |         |            |            |
| Totale   | 1              | 0              | 1              | 2              | 224            | 659            | 1       | 1       | 2       | 399     | 545     |            |            |

#### Europei
| Stagione | regular season | regular season | regular season | regular season | regular season | regular season | playoff | playoff | playoff | playoff | playoff | playoff   | playoff    |
|          | Vin            | Par            | Per            | Tot            | PF             | PS             | Vin     | Per     | Tot     | PF      | PS      | risultato | avversaria |
| -------- | -------------- | -------------- | -------------- | -------------- | -------------- | -------------- | ------- | ------- | ------- | ------- | ------- | --------- | ---------- |
| 2014     |                |                |                |                |                |                | 1       | 2       | 3       | 356     | 561     | Belgio    |            |
|          |                |                |                |                |                |                |         |         |         |         |         |           |            |
| Totale   |                |                |                |                |                |                | 1       | 2       | 3       | 356     | 561     |           |            |

### Riepilogo bout disputati
| Anno | Luogo   | Evento       | Fase del torneo      | Incontro                    | Risultato |
| 2014 | Parigi  | Don't Mix Up |                      | Francia - Paesi Bassi       | 439 - 22  |
| 2014 | Anversa | Amichevole   |                      | Belgio - Paesi Bassi        | 149 - 122 |
| 2014 | Mons    | Europeo      | Quarti di finale     | Galles - Paesi Bassi        | 82 - 113  |
| 2014 | Mons    | Europeo      | Semifinale           | Francia - Paesi Bassi       | 277 - 101 |
| 2014 | Mons    | Europeo      | Finale 3º - 4º posto | Paesi Bassi - Belgio        | 142 - 202 |
| 2014 | Dallas  | Mondiale     | Fase a gironi        | Stati Uniti - Paesi Bassi   | 505 - 15  |
| 2014 | Dallas  | Mondiale     | Fase a gironi        | Porto Rico - Paesi Bassi    | 154 - 209 |
| 2014 | Dallas  | Mondiale     | Ottavi di finale     | Nuova Zelanda - Paesi Bassi | 356 - 91  |
| 2014 | Dallas  | Mondiale     | Fase di consolazione | Paesi Bassi - Sudafrica     | 308 - 189 |

## Confronti con le altre Nazionali
Questi sono i saldi dei Paesi Bassi nei confronti delle Nazionali incontrate.

### Saldo positivo
| Nazionale  | Giocate | Vinte | Pareggiate | Perse | PF  | PS  | Ultima vittoria | Ultimo pari | Ultima sconfitta |
| ---------- | ------- | ----- | ---------- | ----- | --- | --- | --------------- | ----------- | ---------------- |
| Galles     | 1       | 1     | 0          | 0     | 113 | 82  | 2014            | -           | -                |
| Porto Rico | 1       | 1     | 0          | 0     | 209 | 154 | 2014            | -           | -                |
| Sudafrica  | 1       | 1     | 0          | 0     | 308 | 189 | 2014            | -           | -                |

### Saldo negativo
| Nazionale     | Giocate | Vinte | Pareggiate | Perse | PF  | PS  | Ultima vittoria | Ultimo pari | Ultima sconfitta |
| ------------- | ------- | ----- | ---------- | ----- | --- | --- | --------------- | ----------- | ---------------- |
| Francia       | 2       | 0     | 0          | 2     | 123 | 716 | -               | -           | 2014             |
| Stati Uniti   | 1       | 0     | 0          | 1     | 15  | 505 | -               | -           | 2014             |
| Belgio        | 2       | 0     | 0          | 2     | 264 | 324 | -               | -           | 2014             |
| Nuova Zelanda | 1       | 0     | 0          | 1     | 91  | 356 | -               | -           | 2014             |